# Uncinetto tunisino
L'uncinetto tunisino è un uncinetto lungo come un ferro, originario della Tunisia, la terra dei tappeti, che riesce a creare un punto che è già una tessitura a tappeto: la maglia tunisina.

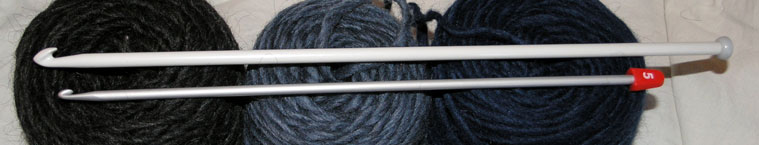
Uncinetti tunisini

È questa una particolare lavorazione che crea un tessuto, per la quale serve appunto un uncinetto particolare molto lungo senza l'appiattimento per il pollice con una pallina all'estremità in modo che i punti non possano scivolare, oppure gli uncinetti dotati di cavo, che offrono un'infinità di esecuzioni, come ad esempio scialli o coperte.
Esistono anche uncinetti a doppia punta, usati per la lavorazione in tondo
L'uncinetto Tunisino si lavora in righe di andata e ritorno tenendo il lavoro sempre sul diritto e senza mai girarlo: sulla prima riga (andata) si raccolgono tutti i punti e nella seconda riga (ritorno) i punti si chiudono. Come per il lavoro ai ferri la riga di andata si esegue da destra a sinistra raccogliendo sull'uncinetto, sulla base di un punto a catenella, tutte le maglie.
La riga di ritorno si esegue da sinistra verso destra chiudendo via via tutte le maglie del lavoro. L'effetto della lavorazione eseguita con l'uncinetto Tunisino è proprio quello di un tessuto, con una trama molto fitta, se si usa un diametro di uncinetto adeguato alla lana o filato, oppure una trama leggera, se si usa un uncinetto di almeno 2 numeri superiore all'indicazione della fascetta del filato che si vorrebbe usare. Oggi possiamo realizzare infiniti capi e di qualunque genere.